# IC 5221
IC 5221 ist eine Elliptische Galaxie vom Hubble-Typ E2 im Sternbild Tukan am Südsternhimmel. Sie ist schätzungsweise 474 Millionen Lichtjahre von der Milchstraße entfernt und hat einen Durchmesser von etwa 70.000 Lichtjahren.
Im selben Himmelsareal befinden sich u. a. die Galaxien IC 5215, IC 5219, IC 5222.
Das Objekt wurde am 21. August 1900 von DeLisle Stewart entdeckt.